# شیلا (بازیگر)
شیلا (زاده ۱۳۲۸) بازیگر سینمای ایران بود.

## فیلمشناخت
- اعجوبه‌ها (۱۳۵۱)
- زندگی وارونه (۱۳۵۰)
- شوهر پاستوریزه (۱۳۵۰)
- نوبر اصفهان (۱۳۵۰)
- اجل معلق (۱۳۴۹)
- قصه شب یلدا (۱۳۴۹)
- مرید حق (۱۳۴۹)
- ماجرای شب ژانویه (۱۳۴۷)
- دو انسان (۱۳۴۵)
- سریال تهران(1398)